# SN 2007ij
SN 2007ij – supernowa typu Ia odkryta 4 września 2007 roku w galaktyce A235721+0006. W momencie odkrycia miała maksymalną jasność 20,60m.